# Erotik
| Erotik |
| --- |
| - Betydelse – sexualitet med olika typer av känslor och behov - Bakgrund – 1886, efter Eros - Relaterade begrepp – erotica, pornografi |

Erotik (grekiska erōti'kos, av erōs, 'kärlek') är sexualitet som lägger tonvikten på de sinnliga, sensuella aspekterna av kärlekslivet. Skildringar av erotik kallas erotica, och explicit erotica kopplad till sexuella aktiviteter eller poser benämns ofta pornografi eller porr. Erotiken anses ofta vara kopplad till den sexuella åtrån som livskraft.

## Funktion
Erotiken är i den moderna kulturen ett viktigt instrument för att ge uttryck av känslor av typen lust, ömhet, tillgivenhet och kärlek. Den har fokus på det sinnliga och sensuella när människor möter varandra. Här spelar kroppsliga signaler som blickar, beröring, närhet, kroppsställningar och klädsel stor vikt för det erotiska spelet. Dessa fungerar både som stimuli som tecken på gensvar på förslag och inviter, och de är närvarande när människor möts i miljöer där parbildningar ofta tar form, som i barmiljöer eller under danstillställningar.

### Teorier
En tidig företrädare för kunskap och sinnlighet i kärlekslivet var den nederländske läkaren Theodor Hendrik van de Velde, vars bok Det fulländade äktenskapet (1926, svensk översättning 1931) blev en stor internationell framgång. Den var en av de första handböckerna i sexuallivets fysiologi och teknik för allmänheten.
Parterapeuten Esther Perel har förklarat erotiken som en sexualitet som omvandlats och socialiserats genom den mänskliga fantasin. I erotiken har njutning ett egenvärde, till skillnad från i den biologiska sexualiteten där njutningen endast är ett medel för att föröka sig. Enligt Perel, vars bok Mating in Captivity (på svenska under titeln Lust) översatts till minst 24 språk, är erotiken kopplad till individens sexuella åtrå. Denna står ofta i konflikt med principen om romantisk kärlek, vilket kan bli ett problem i långa relationer där kärleken ibland är en konkurrent till åtrån som parbildningens huvudsakliga drivkraft.

### Avgränsning
Erotiken är en primär drivkraft i sexuellt upphetsande skildringar, vilka med ett kollektivt namn kan beskrivas som erotica. Här finns skildringar med konstnärliga eller litterära ambitioner (erotisk konst respektive erotisk litteratur), liksom ren pornografi där upphetsningspotentialen är det enda viktiga kriteriet. Pornografi eller erotiska noveller används ofta som ett sexuellt hjälpmedel vid onani, en aktivitet där den sexuella lusten styr situationen helt och hållet.
Enligt Perel är erotiken större än själv sexakten, och den kan finnas som en allmän känsla och "livskraft". Den är då en känsla av att leva och känna sig vital, utan direkt koppling till någon prestation eller aktivitet. Erotiken har dock kopplingar till det förbjudna, det mystiska och det gränsöverskridande; genom att passera en gräns uppnår man den frihet som den sexuella åtrån är förbunden med. Erotiken är en exponent av människans sexuella fantasier och individens sexuella föreställningsförmåga.